# Rak 64
Rak 64, w 1965 Rak 65 – samochód wyścigowy, zaprojektowany i skonstruowany przez Jerzego Jankowskiego pod marką Rak. Samochód napędzany przez silnik Wartburg (w 1966 Forda) był zbudowany według przepisów Formuły 3 i używany przede wszystkim w Wyścigowych Samochodowych Mistrzostwach Polski w latach 1964–1966.

## Historia
W 1964 roku po raz pierwszy w historii Wyścigowe Samochodowe Mistrzostwa Polski miały odbyć się według zasad Formuły 3. Główne założenia obejmowały redukcję pojemności silnika do jednego litra, zastosowanie jednego silnika oraz ograniczenie liczby biegów do czterech. Jesienią 1962 roku Jerzy Jankowski przystąpił do opracowania samochodu zgodnego z tymi założeniami, a dokumentację ukończył na początku 1963 roku. W porównaniu do Raka Juniora I i Raka Juniora II poprawione zostało przednie i tylne zawieszenie, zmniejszono do 13 cali średnicę kół (co miało zmniejszyć opory czołowe i masy nieresorowane, a w związku z tym prowadzenie samochodu), zastosowano więcej części z samochodów z bloku wschodniego. Jankowski był zwolennikiem zastosowania silnika BMC bądź Ford, zdolnych osiągnąć moc około 100 KM. Wskutek braku dewiz zastosowano jednak silnik Wartburga o mocy 60 KM, słabszy od jednostek Raków Junior o około 15–20 KM, a od konkurencji z NRD o około 30 KM.
Zdecydowano o dostosowaniu starych Raków do obowiązujących przepisów. Opracowano jednak także nowe modele o oznaczeniu 64, których wyprodukowano 4 egzemplarze; w 1965 roku wprowadzono trzy kolejne egzemplarze Raka 65, różniącego się od 64 węższym nadwoziem i zmienioną geometrią zawieszenia.
Rak 64 zadebiutował w wyścigu w Krakowie, będącego także eliminacją Pucharu Pokoju i Przyjaźni. Jankowski wygrał te zawody. Następny wyścig w Warszawie wygrał, także na Raku 64, Władysław Szulczewski. Jankowski został mistrzem Polski w klasie Formuły 3, a Szulczewski wicemistrzem.
W 1966 Jankowski zdołał wyposażyć Raka w silnik Ford Cosworth MAE. Osiągał on moc 95 KM. Polski konstruktor zastosował nowe koła i hamulce na przedniej osi. Jankowski wygrał w sezonie dwa wyścigi i został wicemistrzem Polski. 
Następcą modelu był Rak 66.